# Asaminami-ku (Hiroshima)

Lage von Asaminami-ku in Hiroshima

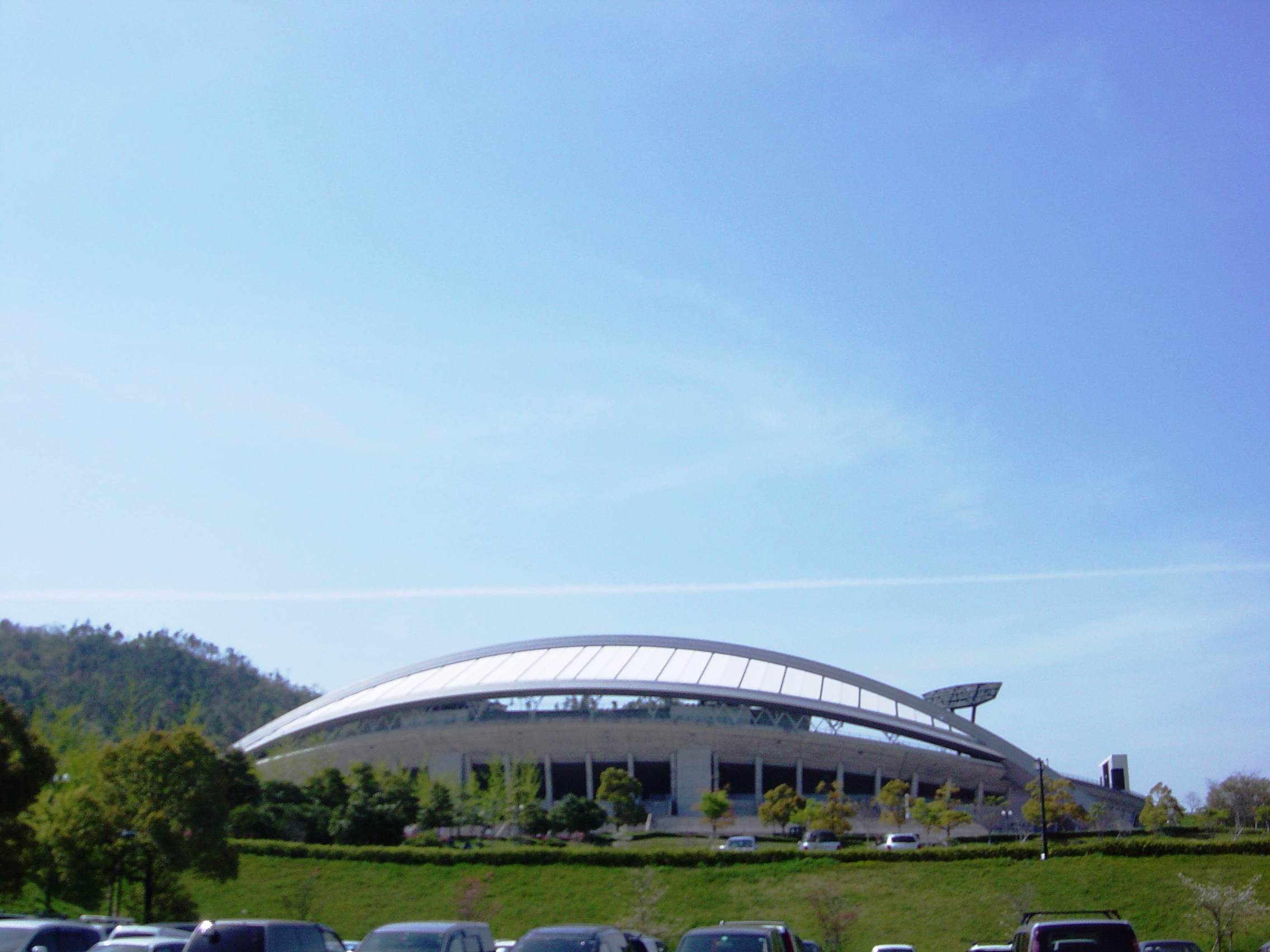
Das Leichtathletikstadion im Regionalpark Hiroshima (Hiroshima kōiki kōen rikujō-kyōgijō) in Ōzuka, Spitzname Big Arch

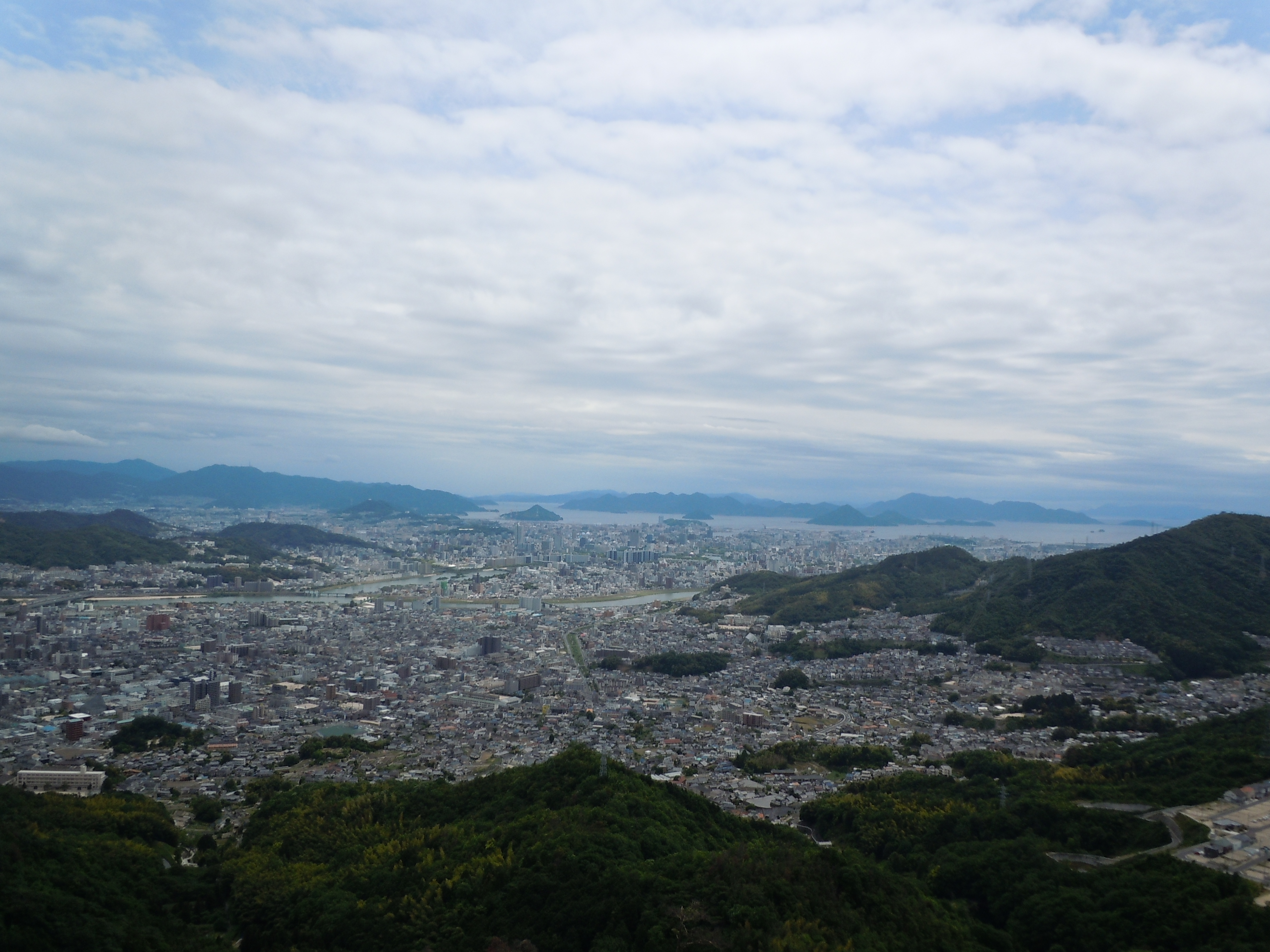
Blick vom Takeda-yama über Gion

Asaminami-ku (jap. 安佐南区, „Bezirk Asa-Süd“) ist einer der acht Bezirke (-ku) der kreisfreien Stadt (-shi) Hiroshima, der Hauptstadt der Präfektur Hiroshima in Westjapan. Er liegt nördlich des Stadtkerns von Hiroshima und hat eine Fläche von 117,24 km², er ist damit heute der drittgrößte Stadtbezirk von Hiroshima nach Asakita und Saeki. Mit 246.852 Einwohnern (Stand 1. Februar 2021) ist er der bevölkerungsreichste der acht Bezirke.

## Geographie
Im Osten wird der Bezirk durch den Ōta-gawa begrenzt, ein weiteres dicht besiedeltes Gebiet bildet das gebogene Tal, durch das der Yasukawa um den 400 Meter hohen Takeda-yama herumfließt, auf dem einst eine Burg der Takeda stand. Im Westen gehören auch weitere kleine Täler und höhere Berge zum Bezirk, auf der Grenze zum Saeki-ku stehen der über 700 m hohe Madogayama und der über 900 m hohe Tōgōzan.

## Geschichte
Der Bezirk Asaminami entstand 1980 bei der Ernennung der Stadt Hiroshima zur Großstadt durch Regierungsverordnung (seirei shitei toshi) und umfasst Teile des in den 1970er Jahren vollständig in die Stadt Hiroshima eingemeindeten Landkreises (-gun) Asa der Präfektur Hiroshima, namentlich die früheren kreisangehörigen Städte (-chō) Gion (im Südosten), Yasufuruichi (nördlich davon), Satō (im Nordosten) und  Numata (abseits des Flusses im Westen). Asa-Minami grenzt an folgende Bezirke der Stadt Hiroshima: im Norden und Osten an Asa-Kita („Asa-Nord“), im Südosten an die inneren Bezirke Higashi („Ost“) und Nishi („West“) und seit 1985 im Südwesten, seit 2005 auch im Westen an Saeki, den jüngsten Bezirk der Stadt – vorher war dort die Stadtgrenze von Hiroshima zu Itsukaichi und Yuki im Kreis Saeki.

## Verkehr
Durch den Bezirk verläuft die San’yō-Autobahn, die den alten Stadtkern von Hiroshima weiträumig umgeht, im Westen in Ōzuka trifft sie auf die Hiroshima-Autobahn. Von dort führt auch die Stadtautobahn Hiroshima Nr. 4 durch den fast vier Kilometer langen Seifū-Tunnel in die Stadt. Im Osten führen die Kabe-kaidō (in diesem Bereich Nationalstraße 183) und die Gion-shindō (Nationalstraße 54) über den Ōta-gawa in die Innenstadt. Die Kabe-Linie der JR Nishi-Nihon verläuft parallel zur Kabe-kaidō durch das Ōta-Tal. Die Astram verläuft über der Gion-shindō und dann durch das Yasu-Tal bis zum Hiroshima kōiki-kōen.